# Hinunangan
Hinunangan est une municipalité des Philippines située dans l'est de la province de Leyte du Sud. Outre une partie située sur l'île de Leyte elle-même, elle compte aussi quelques petites îles du golfe de Leyte.

## Histoire
En 1951, la partie nord de la municipalité a été séparée pour former celle de Silago.
Le 19 juillet 2007, la localité d'Hinunangan a été frappée par un séisme de magnitude 6 sur l'échelle de Richter, qui a causé d'importants dégâts matériels.

## Barangays
La municipalité est divisée en 40 barangays (districts) :

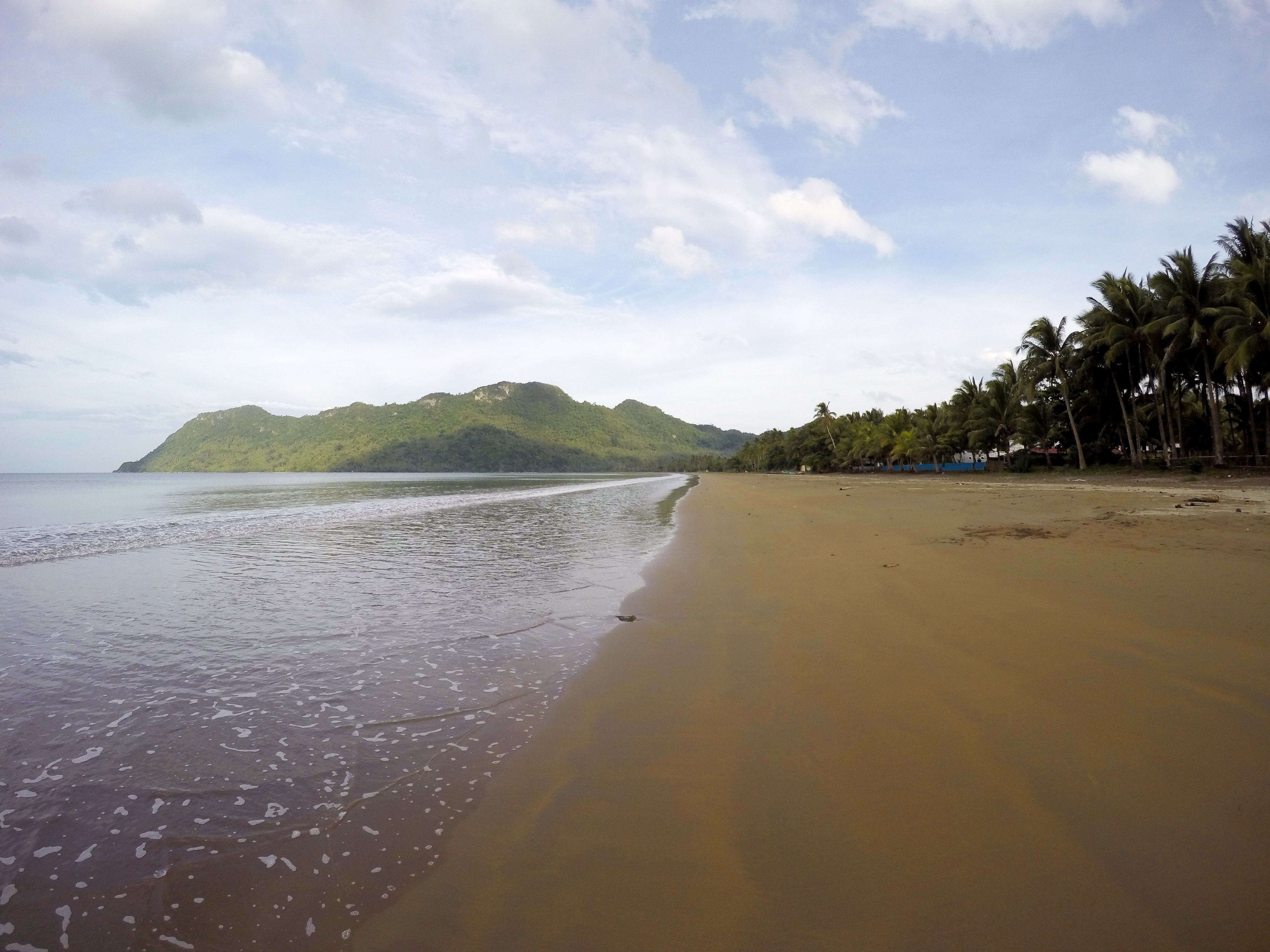
Une plage de la municipalité.

| - Ambacon - Badiangon - Bangcas A - Bangcas B - Biasong - Bugho - Calag-itan - Calayugan - Calinao - Canipaan - Catublian - Ilaya - Ingan - Labrador | - Libas - Lumbog - Manalog - Manlico - Matin-ao - Nava - Nueva Esperanza - Otama - Palongpong - Panalaron - Patong - Poblacion - Pondol | - Salog - Salvacion - San Pablo Island - San Pedro Island - Santo Niño I - Santo Niño II - Tahusan - Talisay - Tawog - Toptop - Tuburan - Union - Upper Bantawon |